# Новомиколаївська селищна територіальна громада
Новомиколаївська селищна територіальна громада — територіальна громада в Україні, в Запорізькому районі Запорізької області. Адміністративний центр — селище Новомиколаївка.

## Загальна інформація
Площа території — 659,3 км², населення громади — 11 208 осіб (2020 р.).

## Населені пункти
До складу громади увійшли 2 селища (Новомиколаївка, Трудове) та 52 села:
- Берестове
- Благодатне
- Богданівка
- Богунівка
- Веселий Гай
- Вікторівка
- Вільне
- Воскресенка
- Голубкове
- Горлицьке
- Граничне
- Дубовий Гай
- Дудникове
- Заливне
- Зелена Діброва
- Зелене
- Іванівське
- Кам'янка
- Кам'янувате
- Каштанівка
- Київське
- Кринівка
- Листівка
- Мар'янівка
- Миколаївка Друга
- Миколай-Поле
- Михайлівське
- Ніженка
- Нове Поле
- Нововікторівка
- Нововолодимирівка
- Новогригорівка
- Новоіванківка
- Новокасянівка
- Новосолоне
- Новоукраїнка
- Олексіївка
- Островське
- Петропавлівка
- Петропавлівське
- Підгірне
- Рибальське
- Родинське
- Розівка
- Садове
- Сергіївка
- Сорочине
- Софіївка
- Сторчове
- Тернівка
- Терсянка
- Шевченківське

## Історія
Створена у 2020 році, відповідно до розпорядження Кабінету Міністрів України № 713-р від 12 червня 2020 року «Про визначення адміністративних центрів та затвердження територій територіальних громад Запорізької області», шляхом об'єднання територій та населених пунктів Новомиколаївської селищної, Веселогаївської, Зеленівської, Новоіванківської, Підгірненської, Софіївської, Сторчівської, Терсянської та Трудової сільських рад Новомиколаївського району Запорізької області.